# Michela Marzano
Maria Michela Marzano (n. 20 august 1970, Roma, Italia) este o cercetătoare, filozof și scriitoare din Italia. Afiliată politic la stânga italiană, a fost aleasă în Parlamentul italian pentru Partidul Democrat în februarie 2013.

## Biografie
Michela Marzano s-a născut la Roma în 1970. A studiat filosofia la Scuola Normale Superiore di Pisa  ]și s-a specializat în filosofie analitică și bioetică la Universitatea Sapienza din Roma.
În 1998, și-a susținut teza de doctorat la Scuola Normale Superioare privind statutul corpului uman, ceea ce a determinat-o să urmărească continuu discursul  pe această temă. Marzano a călătorit în Franța în 1999 și s-a înscris la Centrul Național Francez de Cercetare Științifică în 2000. În 2010, Marzano a devenit profesor de filozofie la Universitatea Paris Descartes.
Specialitatea lui Marzano este  etică și filozofie politică și se concentrează în primul rând pe spațiul pe care îl ocupă astăzi ființele umane, în special ca "ființe carnale." Analiza ei privește fragilitatea umană. Din punct de vedere politic, Marzano critică liberalismul european și mitul încrederii în sine.  Marzano a scris articole editoriale în La Repubblica despre dezbaterile dintre Italia și Franța.
În cartea sa, Légère comme un papillon (Usoare ca fluturii), Marzano a dezvăluit rolul pe care l-a jucat anorexia în viața ei.
În 2014 a câștigat premiul pentru literatura  Bancarella cu volumul Dragostea e totul - e tot ce stiu despre dragoste (in italiana: L'amore è tutto. È tutto ciò che so dell'amore ) editat de UTET
In 22 ianuarie 2019 a publicat Idda care conform descrierii de pe pagina personala  este :
"Un pasionant roman despre identitate, despre memorie, despre puterea unei relatii de a transforma.  Michela Marzano ne ofera povestea de neuitat a doua doamne care desi apartin unor lumi diferite si indepartate, găsesc în mod neașteptat una în cealalta ceea ce pierdusera.
Alessandra e biolog la Paris, unde locuieste cu Pierre. De ani buni nu mai merge la  Salento, unde s-a nascut si pe care l-a parasit dupa un eveniment dramatic, pentru ca  nu e in stare sa incheie socotelile cu "umbrele" din familia sa. Cand Annie, mama in varsta a lui Pierre, este internata intr-o clinica intrucat isi pierde progresiv memoria,  Alessandra este constransa sa repuna totul in discutie.
Cine suntem cand bucati din viata noastra se pierd pe nepregatite? Ce ramane din noi?
Golind casa soacrei sale, care trebuia sa fie pusa in vanzare, Alessandra intra in universul acestei stenografe a anillor 40, și încet încet reconstituie cotidianul din viața femeii, care era de fapt unicul mod prin care putea afla cine era soacra ei, divortand Annie pare ca a devenit parca altcineva. 
În relația cu ea, in fiecare zi o relație din ce in ce mai intima, Alessandra se simte dupa mult timp din nou fiica, și pe neasteptate ii reapar cuvintele copilariei si amintirile pe care le-a sufocat in timp. 
Și mulțumita ei, mulțumita lui Annie, acum isi poate infrunta fricile, putand sa se intoarca de unde a inceput totul. 
Trebuie traversat molozul, trebuie sa isi recupereze propria poveste, pentru a putea descoperi apoi ca dragostea are mai mare putere decat uitarea."

### Activitatea politica
La alegerile generale din Italia din 2013, Marzano a fost candidat al Partidului Democrat la Milano și a fost ales membru al Camerei Deputaților și a putut să se alăture coaliției guvernamentale a lui Pier Luigi Bersani.   A fost numită în Comisia de justiție și în Comisia parlamentară pentru copii și adolescenți.  La 4 mai 2015, a votat împotriva legii electorale italiene din 2015, care a fost propusă de guvern. În 2016, Marzano a părăsit Partidul Democrat atunci când propunerea guvernului privind uniunile civile nu prevedea posibilitatea ca aceste cupluri de același sex să adopte copii. 
In 21 septembrie 2017 adera ca independenta la componenta mixta formata din  " Partidul Socialist Italian  (PSI)- Liberalii pentru Italia  (PLI)- Independenti ".
Aici a continuat să sprijine coaliția guvernamentală. 
In octombrie voteaza in favoarea legii  Rosato, noua lege electorala, dar nu mai voteaza motiunea pentru a salva guvernul. Nu a mai candidat la alegerile din 2018.

### Dupa parlament
Ca urmare a renunțării la activitatea politică, Michela Marzano iși reia activitatea academică la Paris. Începând din 2019 este editorialista la cotidianul la Repubblica; și începând din 2020 scrie și în La Stampa.
Are o rubrica săptămânală, transmisă live pe Instagram și Facebook cu numele "Chez Michela " ( Acasa la Michela )  in care dezbate diferite teme filosofice pe pagina personala de Instagram

## Publicații
- Penser le corps, PUF, 2002ISBN: 2130506836
- La pornografie sau L'épuisement du désir, Buchet-Chastel, 2003ISBN: 2283019354
- La fidélité ou L'amour à vif, Buchet-Chastel, 2005ISBN: 2283020603
- Alice au pays du porno (cu Claude Rozier), Ramsay, 2005ISBN: 2841147037
- Le corps : filme X : y jouer ou y être, entretien cu Ovidie, Autrement, 2005ISBN: 2746706547
- Malaise dans la sexualité, JC Lattès, 2006ISBN: 2709628147
- Je consens, donc je suis ... : éthique de l'autonomie, PUF, 2006ISBN: 2130556515
- Philosophie du corps, PUF, 2007ISBN: 9782130555063
- Dictionnaire du corps, PUF, 2007ISBN: 2130550584
- L'éthique appliquée, Paris, PUF, col. « Que sais-je<span typeof="mw:DisplaySpace" id="mwZA">&nbsp;</span>? », 2010
- Extension du domaine de la manipulation : de companie la vie privée, Grasset, 2008ISBN: 9782246733713
- Le fascisme : un encombrant retour ?, Paris, Larousse, col. « Filozof », 2009.
- Le contrat de défiance, Grasset, 2010. publié ensuite chez Pluriel en mai 2012 sous le titre Éloge de la confianceISBN: 9782818502181
- Légère comme un papillon (în franceză). Paris: Grasset. 2012. p. 352. ISBN 978-2-246-79439-4.978-2-246-79439-4
- Tout ce que je sais de l'amour (în franceză). Paris: Stock. 2014. p. 216. ISBN 978-2-234-07723-2.978-2-234-07723-2
- Papa, maman, le genre et moi (în franceză). Paris: Albin Michel. 2017. p. 216. ISBN 978-2-226-39795-9.978-2-226-39795-9
- Id978-2-226-39795-9da     (in italiana ) Italia .Einaudi ed . 2019 p 240. ISBN 978-8-858-43032-3